# Pavia–Alessandria-vasútvonal
A Pavia–Alessandria-vasútvonal egy 63 km hosszúságú, normál nyomtávolságú vasútvonal Olaszországban, Pavia és Alessandria között. A vonal 3000 V egyenárammal villamosított Torreberetti és Alessandria között. Fenntartója az RFI.